# Leonardo Borzani
Pour les articles homonymes, voir Borzani.
Leonardo Luis Borzani est un footballeur argentin né le 4 juin 1984 dans la Province de Santa Fe, qui évolue au poste de milieu de terrain.